# برلمان ألبانيا
برلمان ألبانيا (بالألبانية Kuvendi i Shqipërisë) هو الهيئة التشريعية في ألبانيا، الذي تأسس في أبريل 1921، ويتكون من 140 مقعداً، يقع المقر الرئيسي له في Dëshmorët e Kombit Boulevard ‏.
يتم انتخاب الأعضاء لمدة أربع سنوات عن طريق الاقتراع السري المباشر والعام والدوري والمتساوي. يتمتع البرلمان بنظام انتخابي يعتمد على التمثيل النسبي للقوائم الحزبية، ويتوزع على 12 دائرة انتخابية متعددة المقاعد تتوافق مع مقاطعات البلاد. يرأس البرلمان رئيس يتم مساعدته من قبل نائب رئيس واحد على الأقل.
تحدد صلاحيات البرلمان بموجب دستور ألبانيا. تشمل مسؤولياته تعديل حدود البلاد أو الدستور، إقرار القوانين، الموافقة على الحكومة، الإشراف على عملها، إعلان الحرب، اتخاذ قرارات بشأن وقف الأعمال العدائية، اعتماد ميزانيات الدولة، والموافقة على حساباتها. بالإضافة إلى ذلك، يقوم البرلمان بدعوة الاستفتاءات، إجراء الانتخابات والتعيينات وفقًا للدستور والتشريعات السارية، الإشراف على العمليات الحكومية والخدمات المدنية، منح العفو عن الجرائم، وانتخاب رئيس الجمهورية. يعقد البرلمان أولى جلساته في غضون 20 يومًا من انتهاء الانتخابات، مع تولي الرئيس منصب رئيس الجلسة. تنشر جميع القوانين الصادرة في "فليتوريا زيراتاري"، الجريدة الرسمية للحكومة الألبانية. يعود أول سجل لجمعية في ألبانيا إلى 2 مارس 1444 في ليجه، حيث تم تشكيل رابطة ليجه تحت قيادة جرج كاستريوتي سكاندربج ضد الإمبراطورية العثمانية.

## أصل التسمية
كلمة Kuvend وحالتها المعرفة kuvendi، هي كلمة قديمة جدا في اللغة الألبانية ويعتقد أنها مشتقة من الكلمة اللاتينية conventus والتي تعني تجمع الناس أو المجلس. استعمال الكلمة يعود إلى القرن الخامس عشر، عندما كان الرجال، أغلبهم من شمال ألبانيا، يجتمعون للاستماع للنقاشات بين ليكي دوكاجيني وإسكندر بيك، والتي من شأنها إقرار قوانين يتم توارثها عبر الأجيال عن طريق الإخبار الشفوي. هذه القوانين كانت تعرف بـKanuni، وتم كتابتها من قبل الكاهن ستيفان جوتشوفي خلال القرن التاسع عشر، أين يمكن إيجاد تعريف لكلمة Kuvend في الفصل 148 المادة 1106 من الـKanun، والتي تنص على ما يأتي "Kuvendi هو اتحاد قبيلة أوعدة قبائل، بما في ذلك قائد القبيلة، كبار القبيلة، وصغارها، والذين من شأنهم حل المشاكل أو التقيد بميثاق الشرف".
في التاريخ المعاصر، تم استخدام الكلمة منذ نشأة الدولة الألبانية. في 28 نوفمبر-تشرين الثاني 1912، اجتمع كبار الشخصيات في ألبانيا في فلوره، بما عرف لاحقا بـKuvendi i Vlorës أو اجتماع فلوره، وتم خلاله إعلان استقلال ألبانيا من الإمبراطورية العثمانية. تم استخدام كلمة Kuvend للإشارة للمؤسسة التشريعية للبلاد عندما استولى الشيوعيون على الحكم في 1946، حيث رفض هؤلاء استخدام آي كلمات أجنبية أو كلمات مستعملة من قبل بلدان آخرى. حاليا، كلمات Asambleja (المجلس)، Parlamenti (البرلمان)، وKuvendi كلها موجودة في القاموس الألباني المنشور من قبل الأكاديمية الألبانية للعلوم. إضافة لذلك، من الشائع استخدام الكلمات الثلاثة بشكل متبادل، وتعتبر مرادفات لبعضها البعض.

## الصلاحيات والمهام
يحدد الدستور الألباني مهام البرلمان. البرلمان يمثل مواطني الجمهورية الألبانية، ويمثل الهيئة التشريعية للبلاد. يجتمع البرلمان خلال دورتين كل عام، الدورة الأولى تبدأ في الإثنين الثالث لشهر يناير-كانون الثاني، والدورة الثانية في الإثنين الأول لشهر سبتمبر-أيلول. يمكن للبرلمان أن يجتمع خلال دورات استثنائية، بطلب من رئيس الجهورية، الوزير الأول، أو خُمس أعضاء البرلمان. جلسات البرلمان علنية ومفتوحة للعموم. قرارات البرلمان تعتمد على تصويت النواب، حيث يجب الحصول على أغلبية الأصوات، بحضور أكثر من نصف الأعضاء، لكن بعض القرارات يجب التصويت عليها من قبل ثلاثة أخماس الأعضاء.
تشمل صلاحيات البرلمان الأخرى القرارات الاقتصادية، القانونية، وتنظيم العلاقات السياسية في ألبانيا، الحفاظ على الإرث الطبيعي والثقافي للبلاد، وتكوين علاقات مع الدول الأخرى. يتم انتخاب رئيس البرلمان عن طريق الاقتراع السري، بدون مناظرة، من قبل ثلاثة أخماس النواب.
يمكن لرئيس الجهورية أن يخاطب البرلمان عن طريق رسائل، ويحدد رئيس الجهورية تاريخ الانتخابات البرلمانية، الانتخابات المحلية، والاستفتاءات. يعين رئيس الجهورية الوزير الأول بتوصية من البرلمان. إذا لم يتم قبول توصية الوزيرة الأول، يجب على البرلمان انتخاب وزير أول جديد خلال عشرة أيام. طبقا للدستور البرلماني، لا يمكن لأية قوة عسكرية أجنبية التواجد في ألبانيا، أو المرور عبر الحدود الألبانية، إلا إذا تم انتخاب قانون خاص يسمح بذلك من قبل البرلمان. يملك البرلمان كذلك صلاحية تقرير إرسال القوات العسكرية الألبانية خارج البلاد.

## التكوين
ينص الدستور الألباني على أن البرلمان يجب أن يتكون من 140 عضوا على الأقل، يتم انتخابهم عن طريق الاقتراع السري، بما في ذلك 100 عضوا ينتخبون بشكل مباشر. تدوم عهدة النائب أربعة سنوات، ويمكن إجراء انتخابات مبكرة في حالات استثنائية يتم فيها حل البرلمان من قبل رئيس الجمهورية. يمكن حل البرلمان من قبل رئيس الجهورية بتوصية من الوزير الأول، إذا خسر الوزير الأول تصويت الثقة في البرلمان. تجري الانتخابات التشريعية قبل شهر إلى شهرين قبل انتهاء العهدة البرلمانية، وفي عضون أربعة وخمسين يوما في حالة حل البرلمان.
تستخدم ألبانيا نظام القائمة المغلقة. هناك 12 دائرة انتخابية، تمثل المقاطعات الإثني عشر للبلاد. يتم توزيع المقاعد في البرلمان حسب طريقة هوندت، مع شرط الحصول على 2.5 من المائة من الأصوات على الأقل. للحصول على مقعد في البرلمان، يجب على الأحزاب السياسية الحصول على 3 من المائة من الأصوات في كل مقاطعة، في حين التحالفات الحزبية يجب أن تحصل على 5 من المائة من الأصوات على الأقل. 
أهم حزبين في ألبانيا هما الحزب الاشتراكي والحزب الديموقراطي. جرت الانتخابات التشريعية الأخيرة في 25 أبريل-نيسان 2021، أين حصل الحزب الاشتراكي بقيادة الوزير الأول إيدي راما على أغلبية المقاعد في البرلمان.